# 5º Cuerpo Mecanizado (Unión Soviética)
El 5.º Cuerpo Mecanizado fue un cuerpo mecanizado del Ejército Rojo formado en tres ocasiones. Se formó por primera vez en 1934 y fue convertido en en 15.º Cuerpo Mecanizado en 1938. Posteriormente, fue reagrupado en Extremo Oriente en 1940 y dirigido al oeste antes de la invasión alemana de la Unión Soviética. Luchó en la Primera Batalla de Smolensk, perdiendo numerosos tanques en el contraataque de Lepel. El cuerpo fue rodeado por los alemanes en Smolensk y, posteriormente, disuelto en agosto de 1941. En septiembre de 1942, volvió a reagruparse por tercera vez a partir del 22.º Cuerpo Mecanizado. 
El cuerpo luchó en las siguientes batallas: Operación Saturno,  Operación  Galope, la Segunda Batalla de Smolensk, el Ofensiva del Dniéper-Cárpatos, y la Ofensiva de Jassy-Kishinev. En septiembre de 1944, pasó a ser el 9.º Cuerpo de Guardias Mecanizado.